# Baños de Ebro
Baños de Ebro (castelhano) / Mañueta (basco) é um município da Espanha na província de Álava, comunidade autónoma do País Basco, de área 9,46 km² com população de 357 habitantes (2007) e densidade populacional de 37,74 hab./km².

## Demografia
| Variação demográfica do município entre 1991 e 2004 | Variação demográfica do município entre 1991 e 2004 | Variação demográfica do município entre 1991 e 2004 | Variação demográfica do município entre 1991 e 2004 |
| --------------------------------------------------- | --------------------------------------------------- | --------------------------------------------------- | --------------------------------------------------- |
| 1991                                                | 1996                                                | 2001                                                | 2004                                                |
| 332                                                 | 335                                                 | 336                                                 | 336                                                 |